# Платоновка (Луганская область)
Платоновка (укр. Платонівка) — село, относится к Ровеньковскому городскому совету Луганской области Украины. Под контролем самопровозглашённой Луганской Народной Республики.

## География
Село расположено на левом берегу реки Нагольной. Ближайшие населённые пункты: сёла Дьяково, Новокрасновка и Бобриково (ниже по течению Нагольной) на западе, Грибоваха на севере, посёлок Нагольно-Тарасовка и сёла Благовка, Новодарьевка, Марьевка (выше по течению Нагольной) на северо-востоке, Клуниково на юге.

## Население
Население по переписи 2001 года составляло 409 человек. Население на 2011 год — 305 человек.

## Общие сведения
Почтовый индекс — 94779. Телефонный код — 6433. Занимает площадь 3,547 км². Код КОАТУУ — 4412391004.

## История
Село расположено на месте слияния рек Нагольной и Грузкой, из-за чего поселение носит еще одно, неофициальное название — Грузкое, а его жителей именуют грущанами.
В 1820 году село принадлежало генерал — майору Г.А. Луковкину. О времени заселения неизвестно, в клировых (церковных) ведомостей за 1801 год о нем ничего не известно, но на карту, сложенную около 1806 года, уже попало.
Поселение названо именем сына И.А. Луковкина — Платона, усадьба и яблоневый сад Луковкина до последнего времени украшали село. Типичными фамилиями платоновцев являются: Феденко, Науменко, Андриенко, Охрименко, Вишневецкий, Мураховский, Дудинский. Есть и казачьи, донские — Поливанов, Стрюков, Котов, Пономарев.

## Местный совет
94793, Луганская обл., Ровеньковский городской совет, с. Благовка, ул. Ленина, 25